# Juliovsko-claudiovská dynastie
Juliovsko-claudiovská dynastie představuje období, kterému předcházela krize Římské republiky, která se ve své rozsáhlé územní expanzi  potýkala s vnitřními sociálními,  ekonomickými a systémovými mocenskými problémy v nově ovládnutých územích. V trvání druhého triumvirátu 43–33 př. n. l. si zákonem  „Lex Titia“ z 27. listopadu 43 př. n. l.,  tři triumvirové, Marcus Antonius, Gaius Octavius a Markus Aemilius Lepidus vytvořili formální právní rámec pro praktické zmocnění se absolutní mocí nad celou říší.

Animace mapy Římské říše od roku 500 př. n. l.

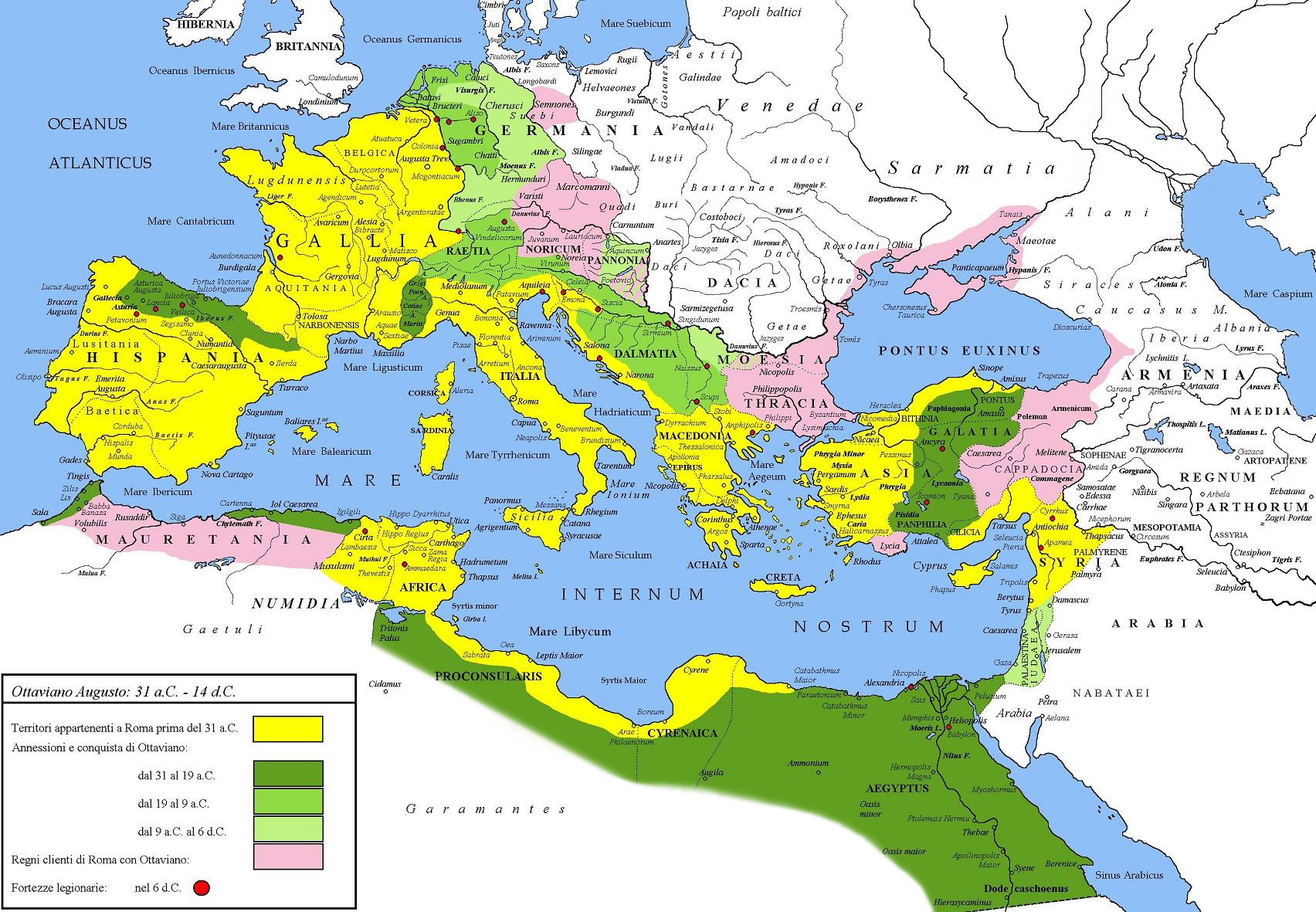
Rozšíření Římské říše v letech 30 př. n. l.–6 n. l.

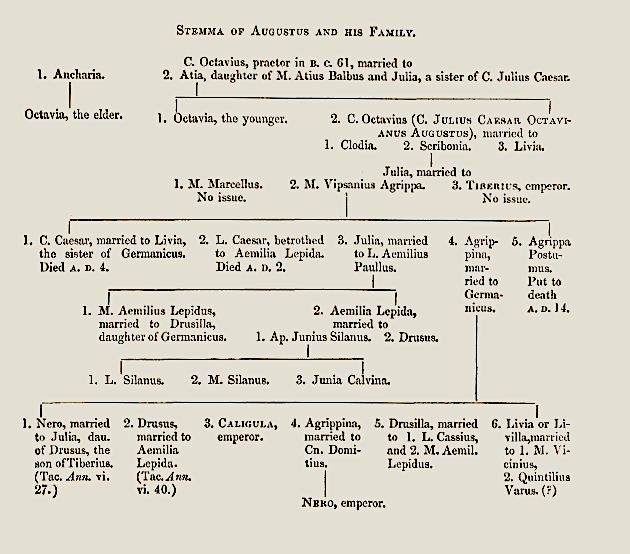
Rozrod rodu Augustus Gaius Julius Caesar Octavianus

Mapa bitvy u Actia, 2. září 31 př. n. l.

## Historický vývoj

Augustus pod ochranou bohyní Nechbet a Isis; kopie reliéfu v chrámu Philae

Tiberius Caesar Augustus před Hathor a Nefer Hetep; chrám v Philae

Caligula před bohy, vpravo bohyně Tefnut; chrám Philae

Nero Claudius Caesar představuje Isis jí zasvěcený chrám Dendera

Doložená  diplomatická aktivita mezi Římem a Egyptem započala již za Ptolemaia II., v roce 273 př. n. l., kdy římská delegace do Alexandrie získala během války mezi Římem a Pyrrhem prohlášení o smíření mezi Římem a Egyptem. Aliance byla obnovena na různých místech během prvních dvou Punských válek (264–146 př. n. l.). Polybios (IX 11a.1) a Livius (XXVII 4.10) uvádějí, že kolem roku 210 př. n. l. byl opět vyslanec Říma v Alexandrii, aby  přátelskou smlouvu s Egyptem obnovil. Egypt pomohl Římu ve válce proti Antiochovi III. (192 př. n. l.) v bitvě u Magnesie a také na začátku 2. století př. n. l. v konfliktu s Perseem Makedonským, až do takzvaného dne „Eleusis“ v roce 168 př. n. l., kdy Gaius Popilius Laenas zabránil Antiochovi IV. ustavit protektorát nad ptolemaiovským královstvím. Také již v 1. století př. n. l. byl Egypt stále více spojencem Říma. V roce 96 př. n. l. odkázal král Ptolemaios X. Alexandr I. Římu držbu Kyrenaiky, která se asi roku 74 př. n. l. stala  formálně uznanou římskou provincií. V roce 81/80 př. n. l. král Ptolemaios X. Alexandr I. zveřejnil závěť, ve které označil Řím za legitimního dědice Egypta.
Za oslabené vlády Ptolemaia XII. Auleta si král nechal svůj nástup na trůn (67 př. n. l.) potvrdit římským senátem, a navíc za to Římu zaplatil  6 tisíc talentů stříbra, ale nakonec před domácím odporem do Říma  uprchl. Pod patronací římské moci se do Egypta vrátil (~58–55 př. n. l.). Jeho dcera Kleopatra VII. vazalské vztahy s Římskou republikou završila svým vztahem s Juliem Caesarem a porodem jeho syna Cesariona.
Nicméně i v Římě se odehrávaly spory ve vrcholných politických vrstvách. Po období četných občanských válek (domácích ale i v již anektovaných provinciích) se utvořil První triumvirát  (60–53 př. n. l.), jako neformální politické spojenectví  soupeřících vojevůdců, Julia Caesara a Pompeia Velikého, kteří reprezentovali populární senátorskou stranu, s extrémně bohatým obchodníkem Markem Liciniem Crassem.  Druhý triumvirát  (43–33 př. n. l.) se od prvního  lišil v tom, že již šlo o právnickou osobu, výslovně schválenou senátem, tedy nikoli o soukromou dohodu mezi silnými muži. Triumvirát se však rozpadl v důsledku vnitřního hašteření a mocenské žárlivosti, které vedly k jeho oslabení a zhroucení. První, kdo  z triumvirátu odpadl, byl Lepidus. Po přesilové hře proti Octaviovi byl v roce 36 př. n. l. zbaven všech svých úřadů kromě „Pontifex maximus“, později byl poslán do exilu na vzdálený ostrov. Antonius, který žil od roku 40  př. n. l. s Kleopatrou egyptskou se stále více  izoloval od mocenské politiky Říma a nakonec byl rozhodně poražen v roce 31 př. n. l. v  bitvě u Actia. Poté spáchal s Kleopatrou  v roce 30 př. n. l. sebevraždu.  Absolutní moc tak získal zakladatel juliovsko-claudiovské dynastie  Gaius Octavius, který se v roce 27 př. n. l. prohlásil za císaře a přejmenoval se na Augustus Gaius Julius Caesar Octavianus, čímž se fakticky stal prvním římským císařem. Přestože Augustus věnoval zvláštní péči používání jazyka republiky, a tak zachoval fikci republikanismu až do prvního a druhého století našeho letopočtu, moc senátu a jeho konzulů byla oslabena, císařská Římská říše započala svoji téměř půl tisíciletou vládu nad celým středomořským světem, na západě až Hispánie, Galie  a části Británie. Juliovsko-claudiovskou dynastii v provincii Egypt řadí anglický egyptolog E. A. Wallis Budge (1857–1934) jako XXXIV. egyptskou dynastii.
Augustus v roce 13 n. l. dosáhl věku 75 roků, a i když hodlal ve svém postu pokračovat, sepsal svoji závěť, (uvádí se, že část sepsal vlastní rukou) v souladu s tehdejším striktně vyžadovaným římským právem. Pro svůj obrovský majetek určil dva jmenovité dědice, nevlastního a adoptovaného syna Tiberia (stáří 52 let) s podílem ⅔ a manželku Livii (stáří 70 let) ⅓. Závěť nechal potvrdit 74 svědky. Krátce na to 29. září 14 n. l. v náruči manželky Livie zemřel. Nástupcem se stal jeho adoptovaný syn Tiberius Caesar Augustus.

## Nástupnictví
Nástupci císařů a způsoby prosazování jejich legitimity, v éře Augustova rodu, pocházeli z různých nepokrevních příbuzenských větví, přičemž absence pokrevního příbuzenství  se nahrazovala adopcí, která se stala nástrojem, který většina juliovsko-claudiovských císařů použila, aby povýšila svého vybraného dědice na trůn. Do hry také vstupoval Senát, který legitimitu stvrzoval. V pozdějším období volbu císaře ovlivňovala také vojenská síla pretoriánské gardy.  Nastupující císař usiloval o získání legitimity před domácí populací cílenou propagandou, zdůrazňováním své významnosti, příklonem k místní náboženské tradici. V egyptské provincii se nechali zobrazovat reliéfy v chrámech ve stylu Ptolemáiovců s tradičními obrazy bohů. Tím navozovali v obyvatelstvu obraz pokračování  faraonské historie a zvykových rituálů.
Vláda Augusta v provincii přivodila jistý pocit míru a fakticky i vzestup prosperity země. V jeho závěti byl za nástupce zvolen jeho adoptivní syn Tiberius. Posledním císařem juliovsko-claudiovské dynastie byl Nero Claudius Caesar Augustus Germanicus.

## Romanizace Egypta
Egypt se stal Římem ovládanou provincií, která prošla téměř třemi stoletími Ptolemaiovské vlády, kdy se zformoval efektivní hospodářko-politický systém v prostředí s dlouhou  historií egyptských i neegyptských dynastií,  svébytnou kulturou, náboženskými rituály  a s vlivnou vrstvou kněží. Nástup Ptolemaiovců znamenal  prolnutí s řeckou Helenskou kulturou. Ovládnutí země Římany 31 př. n. l. byla egyptská – řecká populace  nucena znovu projít fází přechodu, pramenící ze zániku jedné linie vládců a nástupu druhých, svým charakterem rozdílných v hlavních prvcích rané římské administrativy v Alexandrii a Egyptě, spolu s významnými římskými inovacemi v zacházení s jednotlivými sociálními a kulturními skupinami, v rámci jejich území. Jedním z vedlejších procesů této transformace bylo, že kolektivní skupina zemí, původně ovládaná Ptolemaiovci, anektovaná Římem, již nebyla kontrolována a spravována jako království.  Ptolemaiovský soud se sídlem v Alexandrie byl zcela nahrazen římskými úředníky, kteří zahrnovali administrativu jezdců-příslušníků druhého římského stavu. Tento konkrétní posun byl bezpochyby dostatečně patrný všem obyvatelům města a když jmenovaný prefekt a jeho zaměstnanci obsadili starý palác Ptolemaiovců,  všem se mohlo zdát, že je to vlastně královský charakter římské správy a tedy pokračování faraonské tradice.
Řím spravoval Egypt jako císařskou provincii (v osobním vlastnictví Augusta), odlišný systém od senátorských provincií, kde byli prokonsulové guvernéry. V Egyptě přicházelo vedení na základě přísného jmenování z řad jezdců, z nichž vzešel Augustus, který doufal, že si tím  posílí  podporu v rámci kompaktní jezdecké třídy  ovládat jednu z nejbohatších provincií v říši. Proto svým nařízením egyptskou provincii držel mimo dosah vlivu senátorů, kterým  nebyl dovolen vstup do Egypta bez výslovného povolení prefekta. Prvním prefektem  byl Gaius Cornelius Gallus, (30–26 př. n. l.), který posléze upadl v nemilost a byl nahrazen dalším.
Administrativa, založená na ptolemaiovské struktuře Nomů, neboli okresů, rozdělovala  starověký Egypt i  v římském období. Každý nom měl metropoli, která sloužila jako správní centrum. Vláda metropolí a jejích civilní správy byly trvale  vyhrazeny jen pro římské občany a osoby spojené s prefektem, zatímco ti dole byli místní obyvatelé, ať již  Řekové nebo Egypťané.
Postupně se v širším měřítku uplatňovaly římské zákony a jejich praktické realizace ve všech hospodářských a  politických oblastech. Tyto změny ukazují zřetelný trend odklonu od  tradice faraonů a posun v životech lidí žijících v novém římském Egyptě. Řecké a egyptské tradice ovšem pokračovaly i v římském období, i když se postupně rozplývaly. V Egyptě se tak romanizace projevovala různými způsoby.

## Mytologie-pantheon bohů
Uctívání bohů a bohyň v řeckém panteonu je zaznamenáno již od prvního roku Ptolemaiovské vlády. Co je však možná překvapivější, je rychlé tempo s nímž Řekové začali pojímat svá vlastní božstva v rámci egyptského náboženského spektra. Dlouho před římským obsazením  (a dokonce i  v Naukratis) byly v helenských skupinách rozpoznány dvojice bohů, jako Zeus-Amon, Athéna-Tveret, Hermes-Thovt a Héra-Mut. Tyto smíšené kulty měly velký vliv a vytlačily uctívání standardních olympských božstev v Egyptě.
Jeden z těchto řecko-egyptských hybridů si zaslouží zdůraznění v kontextu juliovsko-claudiovské náboženské praxe v Egyptě, jmenovitě spojení mezi Isis a Hathor a párování obou s řeckou bohyní Afrodítou. Důraz na místa věnovaný Hathor a Isis  (zejména druhé jmenované) během juliovsko-claudiovského období, je nápadný a může souviset s tvrzením o jejich původu z Venuše/Afrodíty. Serapis z těchto hybridních božstev byl nejuctívanějším. Byl první, který měl být vytvořen (uveden již Ptolemaiem I. Sótérem I.) s cílem sjednotit helénské a etnické egyptské věřící. Přijetí tohoto boha, který byl kombinací prvků Asklepia (jako léčitele), Dia, Osirise a Apise, bylo formálně potvrzeno  reliéfy v  Memphisu. Alexandrie a v menší míře helénské komunity obyvatelstva v údolí Nilu rychle následovaly tyto změny. Serapis pojal  Isis za choť a jako pár se stali primárními alexandrijskými božstvy i během řecko-římské éry.
Nové římské úřady si rychle osvojily bohatství, moc a vliv na egyptské obyvatelstvo, kterým se těšili kněží a chrámy.  Augustus a římská vláda během prvního desetiletí, vyvíjeli větší administrativní a ekonomickou kontrolu nad duchovenstvem a jeho mocenskými centry. Zatím co Ptolemaiovci, zejména v Alexandrii, ovlivňovali náboženský život vládní politikou a citlivou diplomacií, římský postup kontroly byl mnohem agresivnější, i když ji Augustus presentoval jako „poskytování pomoci všem egyptským chrámům“. Motivem byla obava z podněcování egyptské populace ke vzpourám, které v éře Ptolemaiovců byly častým destrukčním procesem. Augustus měl k duchovenstvu značnou nedůvěru, jako dobře organizovaných egyptských chrámů a center etnického odporu vůči cizincům. Proto pověřený prefekt zvolil formu instalace „velekněze Alexandrie a celého Egypta“ s pravomocí kontroly všechny kněží a chrámů. V pozdějším období se kontrola rozšířila i na majetkové poměry chrámů i samotných kněží.
Snaha o docílení vnímání římského císaře za obraz legálního faraona se rovněž promítala do četného zobrazování oslavných reliéfů císařů a jejich sounáležitost s egyptskými bohy v chrámech, a to ve stylu tradičního zobrazování za Ptolemaiovců.

## Epilog
Římská republika trvala téměř pět set let a jak se vyvíjela, prošla několika transformacemi. Ty zahrnovaly předávání moci od jednoho politika či instituce k jiné, když probíhalo soupeření o vládu a kontrolu nad rozšiřující se říší až po řešení přímou občanskou válkou, kdy vítězila vojenská síla. Jmenovaní diktátoři přicházeli a odcházeli, Řím se snažil vyřešit své vnitřní problémy s dočasně nashromážděnou mocí, jen aby doznal vzestup dalších vojenských despotů. Boj o kontrolu existující republiky si nakonec vynutil konverzi směrem k císařství. Augustus tento historický krok zrealizoval a byl schopen upevnit autoritu a moc pod jeden kontrolní úřad s podporou senátu. Egyptská provincie se po úpadku vlády Ptolemaiovců, zhruba od konce vlády Ptolemaie VIII. (~116 př. n. l.), Augustovým císařstvím opět vrátila k normalitě, míru a hospodářské a sociální kooperativní prosperitě. Pro Řím byla vysoce ceněným zdroje zásobování rozsáhlé říše, především však Říma jako takového. Vrcholné bohatství provincie se datuje do vlády císaře Nera Claudia Caesara Augusta.

Augustus je vítán egyptskými bohy, zleva: 2. Nechbet, 3. Isis, 5. Atum, 6. Monthu, 7. Isis; chrám Philae

| M23 | t | ii | Y1V | A42 |

| M23 | t | ii | Y1V | A42 |

|                                        |     |   |   |   |       |     |             |       |   |    |              |
| \| \| \| \| \| \| \| \| \| \| \| \| \| |     |   |   |   |       |     |             |       |   |    |              |
|                                        |     |   |   |   |       |     |             |       |   |    |              |
| A                                      | D11 | i | i | s | r · z | anx | f · t · N17 | p · t | H | st | t · H8 · N36 |

| A | D11 | i | i | s | r · z | anx | f · t · N17 | p · t | H | st | t · H8 · N36 |

|                                        |     |   |   |   |       |     |             |       |   |    |              |
| \| \| \| \| \| \| \| \| \| \| \| \| \| |     |   |   |   |       |     |             |       |   |    |              |
|                                        |     |   |   |   |       |     |             |       |   |    |              |
| A                                      | D11 | i | i | s | r · z | anx | f · t · N17 | p · t | H | st | t · H8 · N36 |

| A | D11 | i | i | s | r · z | anx | f · t · N17 | p · t | H | st | t · H8 · N36 |

|                                        |     |   |   |   |       |     |             |       |   |    |              |
| \| \| \| \| \| \| \| \| \| \| \| \| \| |     |   |   |   |       |     |             |       |   |    |              |
|                                        |     |   |   |   |       |     |             |       |   |    |              |
| A                                      | D11 | i | i | s | r · z | anx | f · t · N17 | p · t | H | st | t · H8 · N36 |

| A | D11 | i | i | s | r · z | anx | f · t · N17 | p · t | H | st | t · H8 · N36 |

|                                        |     |   |   |   |       |     |             |       |   |    |              |
| \| \| \| \| \| \| \| \| \| \| \| \| \| |     |   |   |   |       |     |             |       |   |    |              |
|                                        |     |   |   |   |       |     |             |       |   |    |              |
| A                                      | D11 | i | i | s | r · z | anx | f · t · N17 | p · t | H | st | t · H8 · N36 |

| A | D11 | i | i | s | r · z | anx | f · t · N17 | p · t | H | st | t · H8 · N36 |

|                         |     |     |     |         |       |   |
| \| \| \| \| \| \| \| \| |     |     |     |         |       |   |
|                         |     |     |     |         |       |   |
| A23                     | A23 | A23 | A23 | stp · n | p · t | H |

| A23 | A23 | A23 | A23 | stp · n | p · t | H |

|                         |     |     |     |         |       |   |
| \| \| \| \| \| \| \| \| |     |     |     |         |       |   |
|                         |     |     |     |         |       |   |
| A23                     | A23 | A23 | A23 | stp · n | p · t | H |

| A23 | A23 | A23 | A23 | stp · n | p · t | H |

|                         |     |     |     |         |       |   |
| \| \| \| \| \| \| \| \| |     |     |     |         |       |   |
|                         |     |     |     |         |       |   |
| A23                     | A23 | A23 | A23 | stp · n | p · t | H |

| A23 | A23 | A23 | A23 | stp · n | p · t | H |

|                         |     |     |     |         |       |   |
| \| \| \| \| \| \| \| \| |     |     |     |         |       |   |
|                         |     |     |     |         |       |   |
| A23                     | A23 | A23 | A23 | stp · n | p · t | H |

| A23 | A23 | A23 | A23 | stp · n | p · t | H |

|                                                 |   |    |   |   |   |   |   |   |   |       |     |         |    |     |
| \| \| \| \| \| \| \| \| \| \| \| \| \| \| \| \| |   |    |   |   |   |   |   |   |   |       |     |         |    |     |
|                                                 |   |    |   |   |   |   |   |   |   |       |     |         |    |     |
| t                                               | b | rw | i | i | s | q | i | i | s | r · z | anx | D&t&N17 | st | N36 |

| t | b | rw | i | i | s | q | i | i | s | r · z | anx | D&t&N17 | st | N36 |

|                                                 |   |    |   |   |   |   |   |   |   |       |     |         |    |     |
| \| \| \| \| \| \| \| \| \| \| \| \| \| \| \| \| |   |    |   |   |   |   |   |   |   |       |     |         |    |     |
|                                                 |   |    |   |   |   |   |   |   |   |       |     |         |    |     |
| t                                               | b | rw | i | i | s | q | i | i | s | r · z | anx | D&t&N17 | st | N36 |

| t | b | rw | i | i | s | q | i | i | s | r · z | anx | D&t&N17 | st | N36 |

|                                                 |   |    |   |   |   |   |   |   |   |       |     |         |    |     |
| \| \| \| \| \| \| \| \| \| \| \| \| \| \| \| \| |   |    |   |   |   |   |   |   |   |       |     |         |    |     |
|                                                 |   |    |   |   |   |   |   |   |   |       |     |         |    |     |
| t                                               | b | rw | i | i | s | q | i | i | s | r · z | anx | D&t&N17 | st | N36 |

| t | b | rw | i | i | s | q | i | i | s | r · z | anx | D&t&N17 | st | N36 |

|                                                 |   |    |   |   |   |   |   |   |   |       |     |         |    |     |
| \| \| \| \| \| \| \| \| \| \| \| \| \| \| \| \| |   |    |   |   |   |   |   |   |   |       |     |         |    |     |
|                                                 |   |    |   |   |   |   |   |   |   |       |     |         |    |     |
| t                                               | b | rw | i | i | s | q | i | i | s | r · z | anx | D&t&N17 | st | N36 |

| t | b | rw | i | i | s | q | i | i | s | r · z | anx | D&t&N17 | st | N36 |

|                                  |     |     |              |   |           |           |     |     |     |
| \| \| \| \| \| \| \| \| \| \| \| |     |     |              |   |           |           |     |     |     |
|                                  |     |     |              |   |           |           |     |     |     |
| A21                              | HqA | HqA | Z1 · Z1 · Z1 | A | W · t · g | r · d · r | A44 | A45 | N36 |

| A21 | HqA | HqA | Z1 · Z1 · Z1 | A | W · t · g | r · d · r | A44 | A45 | N36 |

|                                  |     |     |              |   |           |           |     |     |     |
| \| \| \| \| \| \| \| \| \| \| \| |     |     |              |   |           |           |     |     |     |
|                                  |     |     |              |   |           |           |     |     |     |
| A21                              | HqA | HqA | Z1 · Z1 · Z1 | A | W · t · g | r · d · r | A44 | A45 | N36 |

| A21 | HqA | HqA | Z1 · Z1 · Z1 | A | W · t · g | r · d · r | A44 | A45 | N36 |

|                                  |     |     |              |   |           |           |     |     |     |
| \| \| \| \| \| \| \| \| \| \| \| |     |     |              |   |           |           |     |     |     |
|                                  |     |     |              |   |           |           |     |     |     |
| A21                              | HqA | HqA | Z1 · Z1 · Z1 | A | W · t · g | r · d · r | A44 | A45 | N36 |

| A21 | HqA | HqA | Z1 · Z1 · Z1 | A | W · t · g | r · d · r | A44 | A45 | N36 |

|                                  |     |     |              |   |           |           |     |     |     |
| \| \| \| \| \| \| \| \| \| \| \| |     |     |              |   |           |           |     |     |     |
|                                  |     |     |              |   |           |           |     |     |     |
| A21                              | HqA | HqA | Z1 · Z1 · Z1 | A | W · t · g | r · d · r | A44 | A45 | N36 |

| A21 | HqA | HqA | Z1 · Z1 · Z1 | A | W · t · g | r · d · r | A44 | A45 | N36 |

|                                                 |   |   |   |   |   |   |   |           |                |   |   |        |     |         |
| \| \| \| \| \| \| \| \| \| \| \| \| \| \| \| \| |   |   |   |   |   |   |   |           |                |   |   |        |     |         |
|                                                 |   |   |   |   |   |   |   |           |                |   |   |        |     |         |
| A                                               | i | i | s | A | i | i | s | l · z · r | nw · D11 · F34 | i | i | q · V6 | anx | D&t&N17 |

| A | i | i | s | A | i | i | s | l · z · r | nw · D11 · F34 | i | i | q · V6 | anx | D&t&N17 |

|                                                 |   |   |   |   |   |   |   |           |                |   |   |        |     |         |
| \| \| \| \| \| \| \| \| \| \| \| \| \| \| \| \| |   |   |   |   |   |   |   |           |                |   |   |        |     |         |
|                                                 |   |   |   |   |   |   |   |           |                |   |   |        |     |         |
| A                                               | i | i | s | A | i | i | s | l · z · r | nw · D11 · F34 | i | i | q · V6 | anx | D&t&N17 |

| A | i | i | s | A | i | i | s | l · z · r | nw · D11 · F34 | i | i | q · V6 | anx | D&t&N17 |

|                                                 |   |   |   |   |   |   |   |           |                |   |   |        |     |         |
| \| \| \| \| \| \| \| \| \| \| \| \| \| \| \| \| |   |   |   |   |   |   |   |           |                |   |   |        |     |         |
|                                                 |   |   |   |   |   |   |   |           |                |   |   |        |     |         |
| A                                               | i | i | s | A | i | i | s | l · z · r | nw · D11 · F34 | i | i | q · V6 | anx | D&t&N17 |

| A | i | i | s | A | i | i | s | l · z · r | nw · D11 · F34 | i | i | q · V6 | anx | D&t&N17 |

|                                                 |   |   |   |   |   |   |   |           |                |   |   |        |     |         |
| \| \| \| \| \| \| \| \| \| \| \| \| \| \| \| \| |   |   |   |   |   |   |   |           |                |   |   |        |     |         |
|                                                 |   |   |   |   |   |   |   |           |                |   |   |        |     |         |
| A                                               | i | i | s | A | i | i | s | l · z · r | nw · D11 · F34 | i | i | q · V6 | anx | D&t&N17 |

| A | i | i | s | A | i | i | s | l · z · r | nw · D11 · F34 | i | i | q · V6 | anx | D&t&N17 |

|                                  |     |     |              |   |           |             |     |     |     |
| \| \| \| \| \| \| \| \| \| \| \| |     |     |              |   |           |             |     |     |     |
|                                  |     |     |              |   |           |             |     |     |     |
| A21                              | HqA | HqA | Z1 · Z1 · Z1 | A | W · t · g | E23 · d · r | A44 | A45 | N36 |

| A21 | HqA | HqA | Z1 · Z1 · Z1 | A | W · t · g | E23 · d · r | A44 | A45 | N36 |

|                                  |     |     |              |   |           |             |     |     |     |
| \| \| \| \| \| \| \| \| \| \| \| |     |     |              |   |           |             |     |     |     |
|                                  |     |     |              |   |           |             |     |     |     |
| A21                              | HqA | HqA | Z1 · Z1 · Z1 | A | W · t · g | E23 · d · r | A44 | A45 | N36 |

| A21 | HqA | HqA | Z1 · Z1 · Z1 | A | W · t · g | E23 · d · r | A44 | A45 | N36 |

|                                  |     |     |              |   |           |             |     |     |     |
| \| \| \| \| \| \| \| \| \| \| \| |     |     |              |   |           |             |     |     |     |
|                                  |     |     |              |   |           |             |     |     |     |
| A21                              | HqA | HqA | Z1 · Z1 · Z1 | A | W · t · g | E23 · d · r | A44 | A45 | N36 |

| A21 | HqA | HqA | Z1 · Z1 · Z1 | A | W · t · g | E23 · d · r | A44 | A45 | N36 |

|                                  |     |     |              |   |           |             |     |     |     |
| \| \| \| \| \| \| \| \| \| \| \| |     |     |              |   |           |             |     |     |     |
|                                  |     |     |              |   |           |             |     |     |     |
| A21                              | HqA | HqA | Z1 · Z1 · Z1 | A | W · t · g | E23 · d · r | A44 | A45 | N36 |

| A21 | HqA | HqA | Z1 · Z1 · Z1 | A | W · t · g | E23 · d · r | A44 | A45 | N36 |

|                            |           |           |   |    |   |   |      |
| \| \| \| \| \| \| \| \| \| |           |           |   |    |   |   |      |
|                            |           |           |   |    |   |   |      |
| N29                        | r · t · W | D35 · D46 | i | R7 | i | r | Aa18 |

| N29 | r · t · W | D35 · D46 | i | R7 | i | r | Aa18 |

|                            |           |           |   |    |   |   |      |
| \| \| \| \| \| \| \| \| \| |           |           |   |    |   |   |      |
|                            |           |           |   |    |   |   |      |
| N29                        | r · t · W | D35 · D46 | i | R7 | i | r | Aa18 |

| N29 | r · t · W | D35 · D46 | i | R7 | i | r | Aa18 |

|                            |           |           |   |    |   |   |      |
| \| \| \| \| \| \| \| \| \| |           |           |   |    |   |   |      |
|                            |           |           |   |    |   |   |      |
| N29                        | r · t · W | D35 · D46 | i | R7 | i | r | Aa18 |

| N29 | r · t · W | D35 · D46 | i | R7 | i | r | Aa18 |

|                            |           |           |   |    |   |   |      |
| \| \| \| \| \| \| \| \| \| |           |           |   |    |   |   |      |
|                            |           |           |   |    |   |   |      |
| N29                        | r · t · W | D35 · D46 | i | R7 | i | r | Aa18 |

| N29 | r · t · W | D35 · D46 | i | R7 | i | r | Aa18 |

|                         |       |         |         |   |   |               |
| \| \| \| \| \| \| \| \| |       |         |         |   |   |               |
|                         |       |         |         |   |   |               |
| W · A                   | q · t | r · D46 | r · V30 | i | i | D35 · r · D35 |

| W · A | q · t | r · D46 | r · V30 | i | i | D35 · r · D35 |

|                         |       |         |         |   |   |               |
| \| \| \| \| \| \| \| \| |       |         |         |   |   |               |
|                         |       |         |         |   |   |               |
| W · A                   | q · t | r · D46 | r · V30 | i | i | D35 · r · D35 |

| W · A | q · t | r · D46 | r · V30 | i | i | D35 · r · D35 |

|                         |       |         |         |   |   |               |
| \| \| \| \| \| \| \| \| |       |         |         |   |   |               |
|                         |       |         |         |   |   |               |
| W · A                   | q · t | r · D46 | r · V30 | i | i | D35 · r · D35 |

| W · A | q · t | r · D46 | r · V30 | i | i | D35 · r · D35 |

|                         |       |         |         |   |   |               |
| \| \| \| \| \| \| \| \| |       |         |         |   |   |               |
|                         |       |         |         |   |   |               |
| W · A                   | q · t | r · D46 | r · V30 | i | i | D35 · r · D35 |

| W · A | q · t | r · D46 | r · V30 | i | i | D35 · r · D35 |

|                         |   |             |           |   |   |        |
| \| \| \| \| \| \| \| \| |   |             |           |   |   |        |
|                         |   |             |           |   |   |        |
| t                       | A | W · g · D14 | d · r · n | A | i | nw · y |

| t | A | W · g · D14 | d · r · n | A | i | nw · y |

|                         |   |             |           |   |   |        |
| \| \| \| \| \| \| \| \| |   |             |           |   |   |        |
|                         |   |             |           |   |   |        |
| t                       | A | W · g · D14 | d · r · n | A | i | nw · y |

| t | A | W · g · D14 | d · r · n | A | i | nw · y |

|                         |   |             |           |   |   |        |
| \| \| \| \| \| \| \| \| |   |             |           |   |   |        |
|                         |   |             |           |   |   |        |
| t                       | A | W · g · D14 | d · r · n | A | i | nw · y |

| t | A | W · g · D14 | d · r · n | A | i | nw · y |

|                         |   |             |           |   |   |        |
| \| \| \| \| \| \| \| \| |   |             |           |   |   |        |
|                         |   |             |           |   |   |        |
| t                       | A | W · g · D14 | d · r · n | A | i | nw · y |

| t | A | W · g · D14 | d · r · n | A | i | nw · y |

|                                  |     |    |             |     |    |              |     |     |     |
| \| \| \| \| \| \| \| \| \| \| \| |     |    |             |     |    |              |     |     |     |
|                                  |     |    |             |     |    |              |     |     |     |
| S38                              | S38 | Z3 | U19 · p · t | V28 | st | t · H8 · N36 | C19 | A45 | N36 |

| S38 | S38 | Z3 | U19 · p · t | V28 | st | t · H8 · N36 | C19 | A45 | N36 |

|                                  |     |    |             |     |    |              |     |     |     |
| \| \| \| \| \| \| \| \| \| \| \| |     |    |             |     |    |              |     |     |     |
|                                  |     |    |             |     |    |              |     |     |     |
| S38                              | S38 | Z3 | U19 · p · t | V28 | st | t · H8 · N36 | C19 | A45 | N36 |

| S38 | S38 | Z3 | U19 · p · t | V28 | st | t · H8 · N36 | C19 | A45 | N36 |

|                                  |     |    |             |     |    |              |     |     |     |
| \| \| \| \| \| \| \| \| \| \| \| |     |    |             |     |    |              |     |     |     |
|                                  |     |    |             |     |    |              |     |     |     |
| S38                              | S38 | Z3 | U19 · p · t | V28 | st | t · H8 · N36 | C19 | A45 | N36 |

| S38 | S38 | Z3 | U19 · p · t | V28 | st | t · H8 · N36 | C19 | A45 | N36 |

|                                  |     |    |             |     |    |              |     |     |     |
| \| \| \| \| \| \| \| \| \| \| \| |     |    |             |     |    |              |     |     |     |
|                                  |     |    |             |     |    |              |     |     |     |
| S38                              | S38 | Z3 | U19 · p · t | V28 | st | t · H8 · N36 | C19 | A45 | N36 |

| S38 | S38 | Z3 | U19 · p · t | V28 | st | t · H8 · N36 | C19 | A45 | N36 |